# 巴列卡斯球場
巴列卡斯球場（Campo de fútbol de Vallecas，原名為Nuevo Estadio de Vallecas及前稱為Estadio Teresa Rivero）是一座位於西班牙首都馬德里巴列卡斯桥区的專用足球場，目前是華歷簡奴的主場，足球場可容納14,708名觀眾，於1976年5月10日開放。它建於1972年至1976年之間，曾經以新巴列卡斯球場（Campo de Fútbol de Vallecas）及巴列卡斯橋球場（Estadio Puente de Vallecas）的名稱命名。

## 外部鏈接
- Estadios de España （页面存档备份，存于） （英語）
- Stadiumguide profile （页面存档备份，存于）